# Lijst van rijksmonumenten in Den Haag/Leidschenveen-Ypenburg
Het stadsdeel Leidschenveen-Ypenburg in Den Haag kent 16 inschrijvingen in het rijksmonumentenregister, allen in de Hoornwijk; hieronder een overzicht.

## Vliegeniersbuurt
De Vliegeniersbuurt kent 3 rijksmonumenten:
| Object                                                                       | Oorspronkelijke functie? | Bouwjaar | Architect                         | Locatie          | Coördinaten?                 | Nr.?   | Afbeelding                                                                   |
| ---------------------------------------------------------------------------- | ------------------------ | -------- | --------------------------------- | ---------------- | ---------------------------- | ------ | ---------------------------------------------------------------------------- |
| Stationsgebouw van Vliegveld Ypenburg, hoofdgebouw van het luchthavencomplex | Transport                | 1935-37  | J.A. Brinkman; L.C. van der Vlugt | ILSY-plantsoen 1 | 52° 2' 35" NB, 4° 21' 23" OL | 480816 | Stationsgebouw van Vliegveld Ypenburg, hoofdgebouw van het luchthavencomplex |
| Voormalig hoofdgebouw van de Nationale Luchtvaart School                     | Transport                | 1939     | H.F. Mertens                      | ILSY-plantsoen 5 | 52° 2' 28" NB, 4° 21' 17" OL | 480819 | Meer afbeeldingen                                                            |
| Portierswoning Ypenburg                                                      | Woonhuis                 | 1937     | M. Zwanenburg                     | ILSY-plantsoen 9 | 52° 2' 35" NB, 4° 21' 23" OL | 480817 | Portierswoning Ypenburg                                                      |

## Vlietzoom-West
De buurt Vlietzoom-West kent 13 rijksmonumenten:
| Object                                                               | Oorspronkelijke functie?  | Bouwjaar                             | Architect | Locatie                | Coördinaten?                 | Nr.?   | Afbeelding                                  |
| -------------------------------------------------------------------- | ------------------------- | ------------------------------------ | --------- | ---------------------- | ---------------------------- | ------ | ------------------------------------------- |
| Vredenoord: tuinmanswoning                                           | Bijgebouwen kastelen enz. | ca. 1870                             |           | Jan Thijssenweg 12     | 52° 3' 16" NB, 4° 20' 50" OL | 527959 | Upload foto                                 |
| Vredenoord                                                           | Kasteel, buitenplaats     | 1914                                 |           | Jan Thijssenweg 13     | 52° 3' 17" NB, 4° 20' 50" OL | 525046 | Vredenoord                                  |
| Vredenoord: historische tuin- en parkaanleg                          | Tuin, park en plantsoen   | eerste helft 18e eeuw                | P. Adams  | Jan Thijssenweg bij 13 | 52° 3' 15" NB, 4° 20' 53" OL | 527957 | Vredenoord: historische tuin- en parkaanleg |
| Vredenoord: koetshuis                                                | Bijgebouwen kastelen enz. | 1826                                 |           | Jan Thijssenweg bij 13 | 52° 3' 18" NB, 4° 20' 49" OL | 527958 | Upload foto                                 |
| Vredenoord: dienstwoning                                             | Bijgebouwen kastelen enz. | 17e eeuw (bouw) 19e eeuw (gewijzigd) |           | Jan Thijssenweg 11     | 52° 3' 17" NB, 4° 20' 51" OL | 527960 | Upload foto                                 |
| Vredenoord: folly                                                    | Tuin, park en plantsoen   | 1876 (inscriptie)                    |           | Jan Thijssenweg bij 13 | 52° 3' 18" NB, 4° 20' 49" OL | 527961 | Vredenoord: folly                           |
| Vredenoord: hek                                                      | Tuin, park en plantsoen   | vroeg 19e eeuw                       |           | Jan Thijssenweg bij 13 | 52° 3' 18" NB, 4° 20' 49" OL | 527962 | Upload foto                                 |
| Vredenoord: tuinmuur                                                 | Tuin, park en plantsoen   | 18e eeuw                             |           | Jan Thijssenweg bij 13 | 52° 3' 18" NB, 4° 20' 49" OL | 527963 | Upload foto                                 |
| Huis Drievliet                                                       | Kasteel, buitenplaats     | 18e eeuw                             |           | Jan Thijssenweg 16     | 52° 3' 23" NB, 4° 20' 54" OL | 20057  | Meer afbeeldingen                           |
| Zeerust: tuinmanswoning                                              | Dienstwoning              | 1889                                 |           | Westvlietweg bij 149   | 52° 3' 26" NB, 4° 20' 60" OL | 510306 | Meer afbeeldingen                           |
| Zeerust: hoofdonderdeel                                              | Kasteel, buitenplaats     | 1889                                 |           | Westvlietweg 148       | 52° 3' 26" NB, 4° 21' 2" OL  | 510307 | Meer afbeeldingen                           |
| Zeerust: historische parkaanleg                                      | Tuin, park en plantsoen   | ca. 1889                             |           | Westvlietweg 148       | 52° 3' 26" NB, 4° 21' 2" OL  | 510308 | Upload foto                                 |
| Toegangshek met brug daterend, onderdeel van de buitenplaats Zeerust | Erfscheiding              | 1889                                 |           | Westvlietweg 148       | 52° 3' 26" NB, 4° 21' 2" OL  | 510309 | Upload foto                                 |